# Fracture Jaw

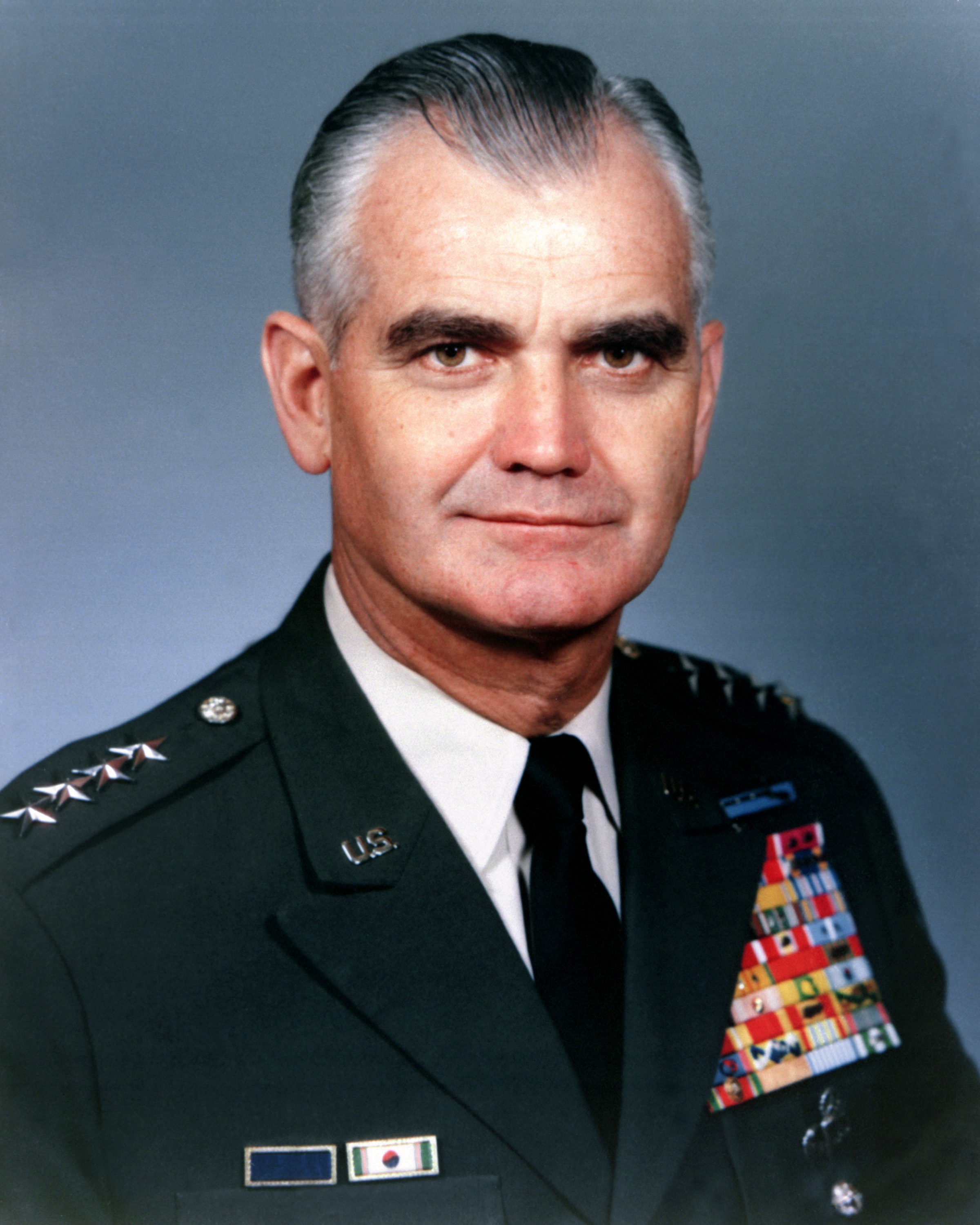
William C. Westmoreland

Fracture Jaw era un piano di emergenza militare statunitense top-secret in cui il generale William C. Westmoreland cercava di garantire che le armi nucleari sarebbero state disponibili per l'uso nella guerra del Vietnam. La pianificazione iniziò nel 1968 e includeva lo spostamento di armi nucleari nel Vietnam del Sud in modo che potessero essere utilizzate con breve preavviso contro le truppe del Vietnam del Nord. Nonostante le mosse per l'attivazione del piano, il progetto fu abbandonato nel febbraio 1968 dopo che le dichiarazioni pubbliche di Eugene McCarthy e altri affermarono che gli Stati Uniti si stavano preparando a usare armi nucleari in Vietnam.

## Nella cultura popolare
L'operazione Fracture Jaw è presente nel videogioco di Treyarch del 2020, Call of Duty: Black Ops Cold War.